# Cantone di Marnay
Il Cantone di Marnay è una divisione amministrativa dell'Arrondissement di Vesoul.
A seguito della riforma approvata con decreto del 17 febbraio 2014, che ha avuto attuazione dopo le elezioni dipartimentali del 2015, è passato da 18 a 50 comuni.

## Composizione
I 18 comuni facenti parte prima della riforma del 2014 erano:
- Avrigney-Virey
- Bay
- Beaumotte-lès-Pin
- Bonboillon
- Brussey
- Chambornay-lès-Pin
- Charcenne
- Chenevrey-et-Morogne
- Courcuire
- Cugney
- Cult
- Étuz
- Hugier
- Marnay
- Pin
- Sornay
- Tromarey
- Vregille

Dal 2015 i comuni appartenenti al cantone sono i seguenti 50:
- Arsans
- Autoreille
- Avrigney-Virey
- Bard-lès-Pesmes
- Bay
- Beaumotte-lès-Pin
- Bonboillon
- Bonnevent-Velloreille
- Bresilley
- Broye-Aubigney-Montseugny
- Brussey
- Bucey-lès-Gy
- Chambornay-lès-Pin
- Chancey
- Charcenne
- Chaumercenne
- Chenevrey-et-Morogne
- Chevigney
- Choye
- Citey
- Courcuire
- Cugney
- Cult
- Étuz
- Gézier-et-Fontenelay
- La Grande-Résie
- Gy
- Hugier
- Lieucourt
- Malans
- Marnay
- Montagney
- Montboillon
- Motey-Besuche
- Pesmes
- Pin
- La Résie-Saint-Martin
- Sauvigney-lès-Pesmes
- Sornay
- Tromarey
- Vadans
- Valay
- Vantoux-et-Longevelle
- Velleclaire
- Vellefrey-et-Vellefrange
- Velloreille-lès-Choye
- Venère
- Villefrancon
- Villers-Chemin-et-Mont-lès-Étrelles
- Vregille